# Castello di San Cristóbal (Santa Cruz de Tenerife)
Il castello di San Cristóbal è una fortezza difensiva che si trova nella città di Santa Cruz de Tenerife (Isole Canarie, Spagna).
È stata la prima importante fortificazione dell'isola di Tenerife e il castello principale per la difesa della baia di Santa Cruz. Oggi rimangono solo poche mura della costruzione originaria, esposte in un tunnel sotterraneo in piazza di Spagna. La sua costruzione iniziò nel 1575 e venne ultimata il 20 gennaio 1577.
Il 28 giugno 2006, a causa della ristrutturazione della piazza di Spagna, sono stati trovati alcuni resti dell'antico castello. Da allora sono stati inseriti nel tunnel sottostante la piazza ed ivi esposti come in un museo.